# Kościół katolicki obrządku erytrejskiego

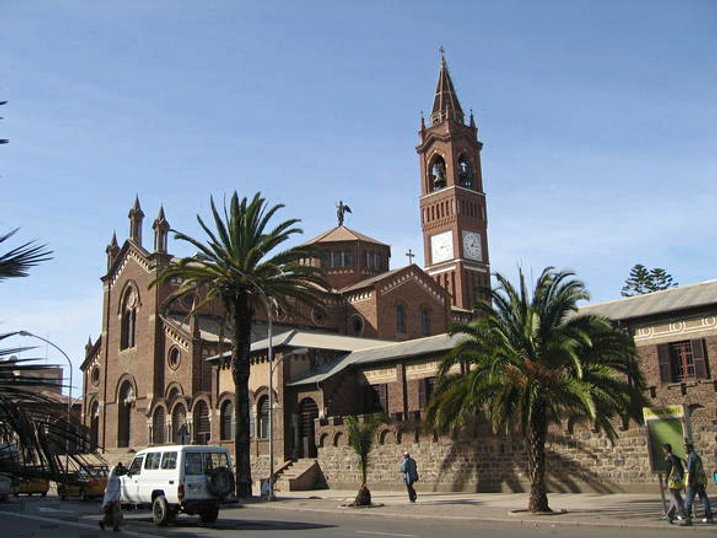
Katedra św. Józefa w Asmarze

Kościół katolicki obrządku erytrejskiego – Kościół metropolitalny sui iuris, jeden z katolickich Kościołów wschodnich posługujący się obrządkiem aleksandryjskim w języku gyyz, działający na obszarze Erytrei. Obok języka liturgicznego gyyz w kazaniach i dokumentach roboczych używa się amharskiego, a także tigrinia.

## Ustanowienie
Erytrejski Kościół Katolicki ustanowił papież Franciszek 19 stycznia 2015 poprzez wydzielenie go z Kościoła katolickiego obrządku etiopskiego. Dotychczasową eparchię Asmary papież podniósł do rangi kościoła metropolitalnego sui iuris.

## Organizacja
Erytrejskim Kościołem Katolickim zarządza metropolita Asmary podległy papieżowi. W skład katolickiego Kościoła erytrejskiego wchodzi:
- archieparchia Asmary
  - eparchia Barentu – eparchia z siedzibą w Barentu
  - eparchia Kerenu – eparchia z siedzibą w Kerenie
  - eparchia Segheneyti – eparchia z siedzibą w Segheneyti

Pierwszym arcybiskupem metropolitą Kościoła erytrejskiego został dotychczasowy eparcha Asmary Menghesteab Tesfamariam.
Niewielkie wspólnoty członków tego Kościoła mieszkają poza Erytreą. Parafia Wniebowzięcia Najświętszej Maryi Panny w Edmonton funkcjonuje na terenie rzymskokatolickiej archidiecezji edmontońskiej, a duszpasterstwo obrządku gyyz działa m.in. na terenie archidiecezji westminsterskiej w Londynie oraz w Nowym Jorku.